# GNU Unifont
GNU Unifont（グヌー ユニフォント）は、ローマン・チボラによって作成されたUnicodeビットマップフォントである。単にUnifontとも呼ばれる。
Unifontは、基本多言語面（BMP）の全体をカバーしている。「上位」補助フォントは、補助多言語面（SMP）の重要な部分をカバーしている。また、Unifont JPという補助フォントは、JIS X 0213文字集合に含まれる日本語の漢字を収録している。
GNU Unifontは、Linux、XFree86、X.Org Serverなどの多くのFOSSオペレーティングシステムおよびウィンドウシステム、Rockboxのような一部の組込みファームウェア、さらにはMinecraft: Java Editionにも搭載されている。
ソースコードはGPLv2+ライセンスの下で公開されている。フォントはGPLフォント例外（文書にフォントを埋め込んでも文書を同じライセンスの下に置く必要はない）付きのGPLv2+ライセンスに基づいて公開されており、バージョン13.0.04以降はSIL Open Font License 1.1とのデュアルライセンスとなっている。マニュアルはGFDL-1.3+ライセンスの下で公開されている。
2013年10月にGNUパッケージとなった。現在のメンテナーはポール・ハーディである。

## 配布

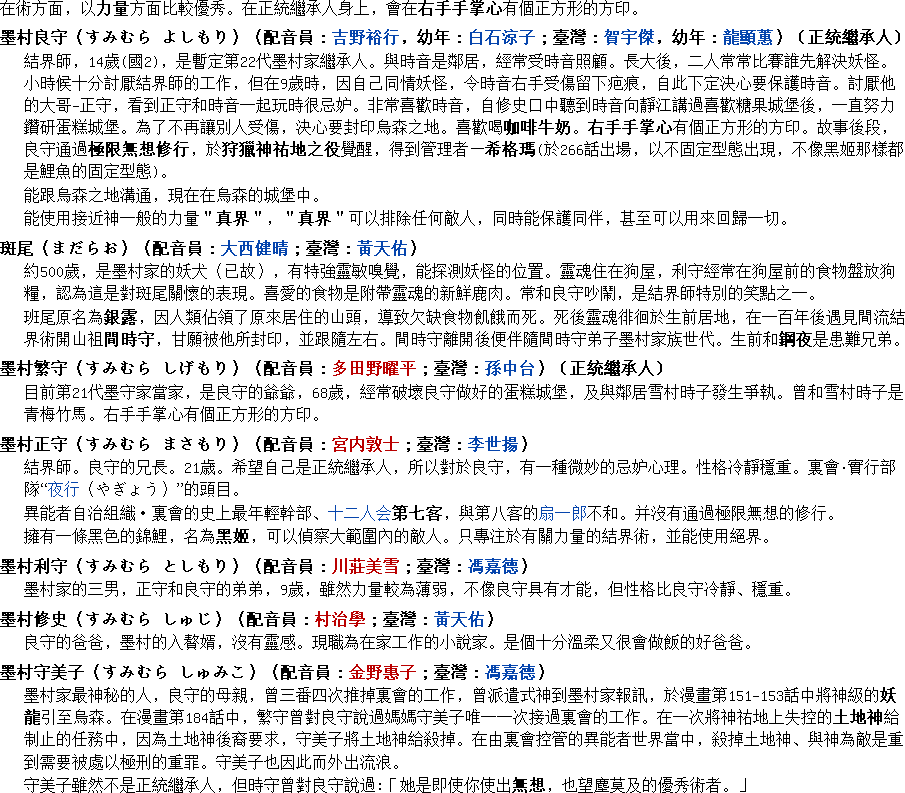
日本語および中国語のサンプル。

Unifontは、バージョン15.0.6の時点で、「標準ビルド」においてTTF（およびOTF）、BDF、PCF、.hex、PSF形式で提供されている。TrueTypeビルドのみ、2つのフォントに分割されている.
いくつかの「特殊バージョン」は、ポール・ハーディにより要望に応じて作成され、公開されている。これには、FontForgeユーザー向けに空のグリフに符号位置の値を埋めたビットマップTTF（SBIT）、APLプログラマー向けのPSFビットマップ、ローマンによる.hex形式の単一ファイル版（後述）などが含まれる。ソースの実際の構成は、より小さな.hexファイルで構成されており、ビルド時に結合され、他の形式に変換される。

### ベクトル化
ルイス・アレハンドロ・ゴンサレス・ミランダは、ベクトル化およびBDFフォントをTrueType形式に変換するスクリプトをFontForgeを用いて作成した。ポール・ハーディは、最新のTrueType版に対応するため、合成文字（アクセントなど）を処理できるようこれらのスクリプトを調整した(TrueType Font Generation)。

## 歴史
ローマン・チボラは、1994年に遡る初期の試みに続き、1998年にUnifontフォーマットを作成した。
2008年にルイス・アレハンドロ・ゴンサレス・ミランダは、UnifontをTrueTypeフォントに変換するプログラムを作成した。ポール・ハーディは後にこれを改良し、TrueType版で合成文字をサポートするようにした。
その後、リチャード・ストールマンは2013年10月にUnifontをGNUパッケージとして公開し、ポール・ハーディがそのメンテナーとなった。